# Фемстейневик, Рагнхильд
Рагнхильд Фемстейневик (норв. Ragnhild Femsteinevik; род. 27 августа 1995, Hatlestrand, Хордаланн) — норвежская биатлонистка, двукратный призёр чемпионата мира 2025 года, двукратная чемпионка Европы.

## Карьера
Рагнхильд Фемстейневик родилась 27 августа 1995 года в Хатлестранде.
В 2016 году норвежская биатлонистка дебютировала на чемпионате мира среди юниоров, лучшим результатом для неё стало 27 место в индивидуальной гонке.
В следующем сезоне Рагнхильд дебютировала на этапе Кубка мира. В Эстерсунде показала 56 результат в индивидуальной гонке и 71 — в спринте.
В 2022 году приняла участие в чемпионате Европы в Германии, где завоевала две золотые медали: в спринте и смешанной эстафете.
В сезоне 2022/2023 годов норвежка впервые поднялась на подиум на этапе Кубка мира, став третьей в эстафете на соревнованиях в Контиолахти. В том же сезоне Фемстейневик дебютировала на взрослом чемпионате мира в Оберхофе. Приняла участие в трёх гонках. Лучшим результатом норвежки стало 21 место в гонке преследования.
В Ленцерхайде на чемпионате мира 2025 года в составе норвежской четвёрки завоевал серебряную медаль в смешанной эстафете, а также стала серебряным призёром в смешанной одиночной эстафете в паре с Йоханнесом Тиннесом Бё.

## Выступления

### Чемпионаты мира
| Соревнование     | Индивидуальная | Спринт | Преследование | Масс-старт | Эстафета | Смешанная эстафета | Сингл-микст |
| ---------------- | -------------- | ------ | ------------- | ---------- | -------- | ------------------ | ----------- |
| 2023 Оберхоф     | 55             | 36     | 21            | -          | -        | -                  | -           |
| 2025 Ленцерхайде | 12             | 50     | 45            | -          | 2        | -                  | 2           |